# Pinson du Nord
Fringilla montifringilla
Pour les articles homonymes, voir Pinson (homonymie).
Espèce
Statut de conservation UICN

 LC  : Préoccupation mineure
Le Pinson du Nord (Fringilla montifringilla) est une espèce d'oiseaux appartenant à la famille des Fringillidae. C'est l'espèce la plus nordique du genre Fringilla et la seule qui soit monotypique.

## Historique et dénomination
L'espèce Fringilla montifringilla a été décrite par le naturaliste suédois Carl von Linné en 1758.

## Description
Cette espèce mesure 15 à 16 cm de longueur. Le bec conique est noir ou jaunâtre à pointe noire. Les pattes présentent une coloration rose chair.
En plumage nuptial, le mâle arbore un plumage très contrasté comportant du noir, de l'orange et du blanc. La tête, la nuque et le haut du dos sont noir brillant mais quelques petites plumes blanchâtres peuvent persister au printemps. Le bas du dos présente un aspect écailleux car ses plumes noires sont bordées de roussâtre. La gorge, le haut de la poitrine et les épaules sont orangées. Les parties inférieures sont blanchâtres. Les flancs roussâtres sont grivelés de noirâtre mais ces petites taches ne sont pas toujours bien marquées, voire absentes. Le croupion blanc est très visible en vol. Les plumes des ailes et les rectrices sont noires légèrement bordées de blanchâtre. Une barre alaire blanche marque les petites couvertures et une blanc roux les grandes. Une petite barre alaire blanche caractéristique souligne les rémiges primaires (à l'exception des trois premières). Les quatre premières rémiges primaires sont bordées de jaune verdâtre.
En plumage internuptial, les plumes de la tête du mâle sont grises et noirâtres piquetées de brun roux. Celles du dos sont noirâtres nettement festonnées de brun roux également. La poitrine et les épaules sont roussâtre pâle. Le bec devient jaunâtre à pointe foncée.
La femelle ressemble au mâle en plumage internuptial mais présente des tons plus pâles et plus ternes.
Le juvénile ressemble beaucoup à la femelle mais n'arbore aucune trace orangée.

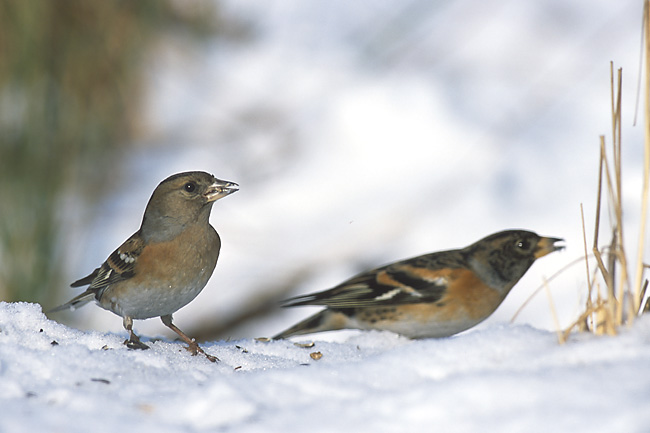
Fringilla montifringilla
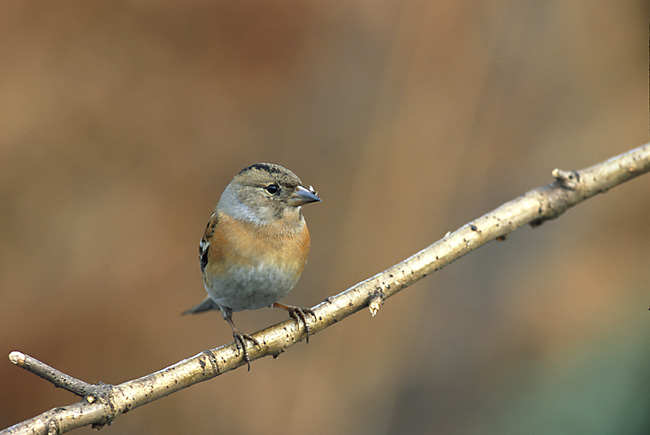
Fringilla montifringilla
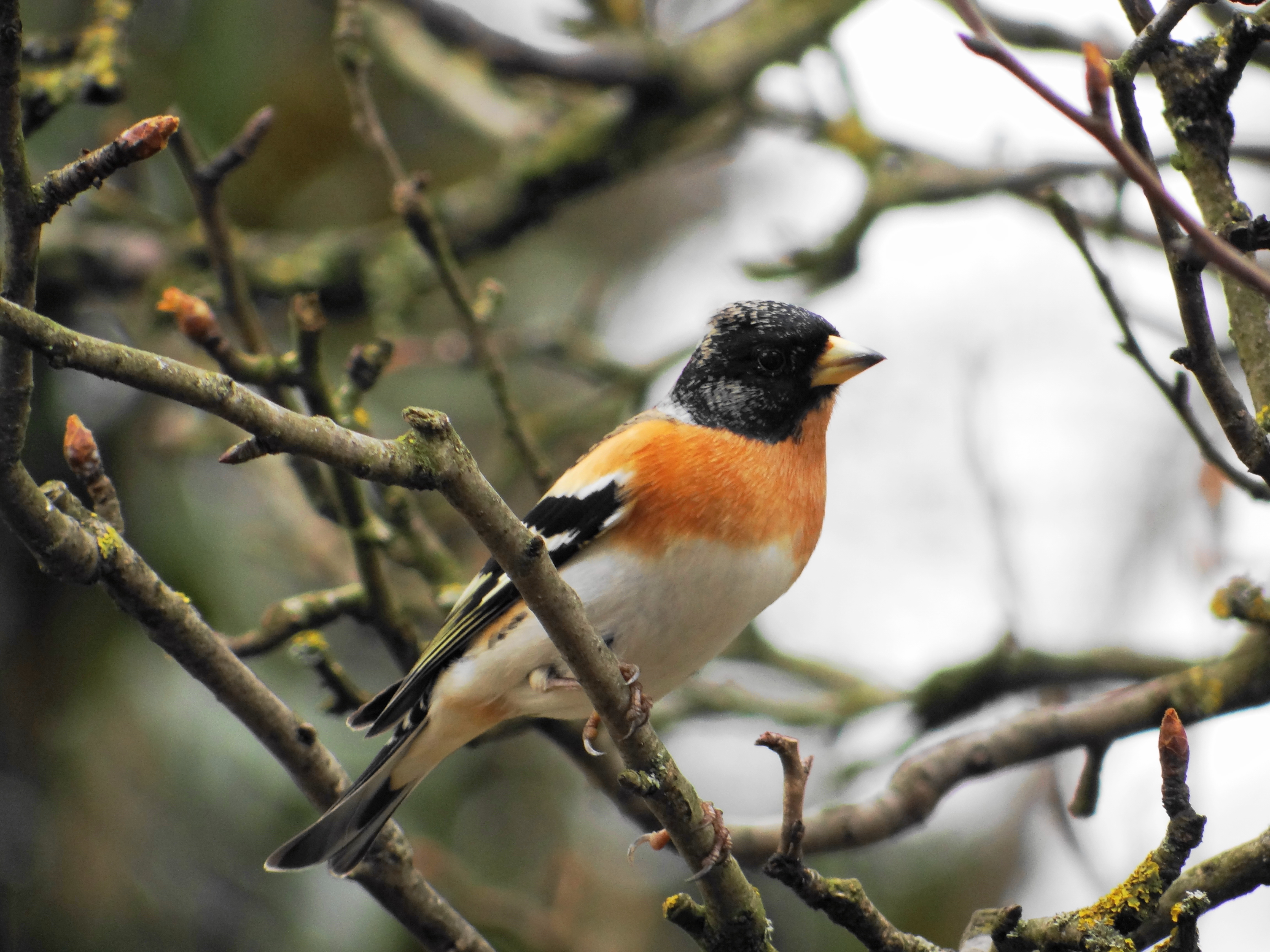
Fringilla montifringilla mâle.
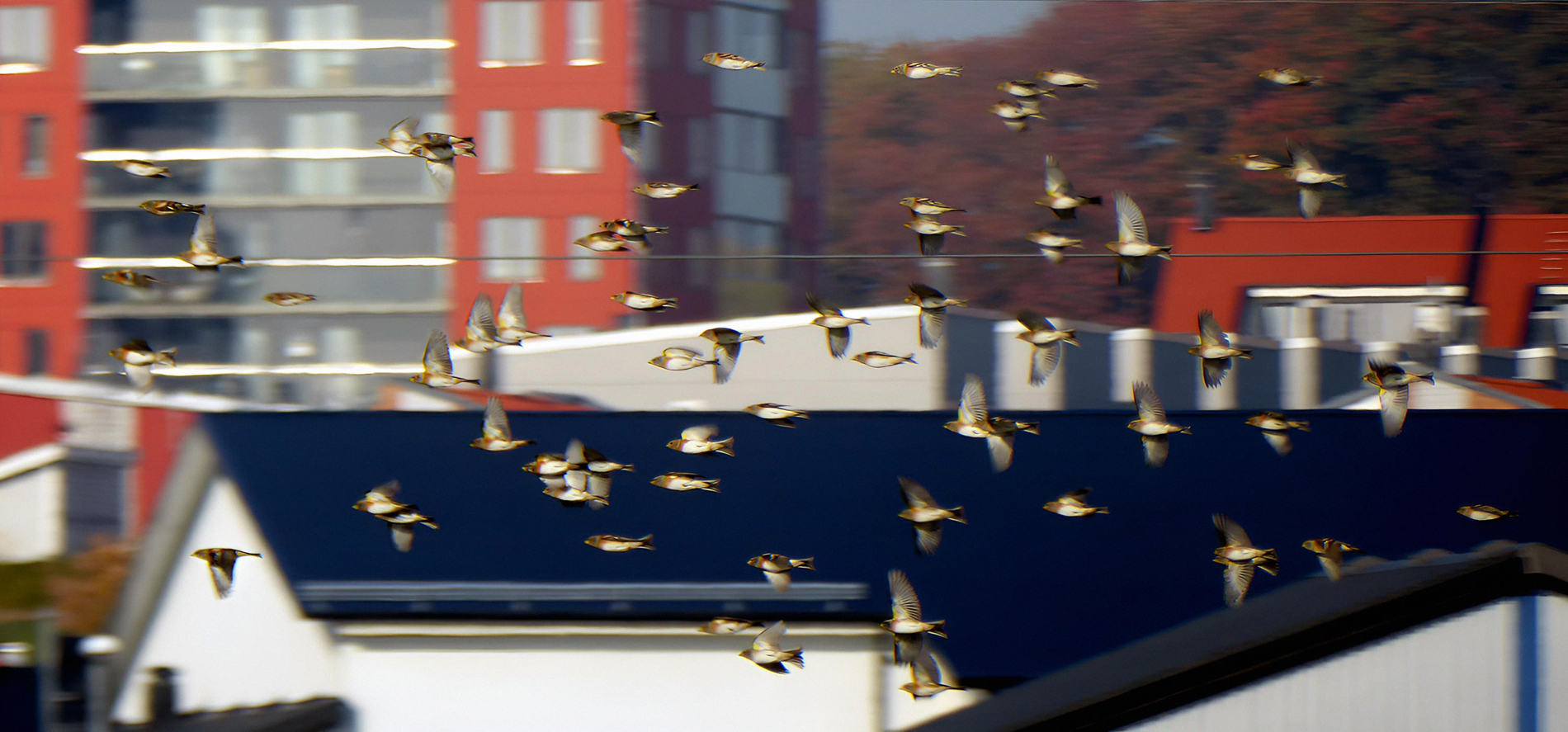
Pinson du Nord, Fringilla montifringilla.

## Répartition

Aire de répartition du pinson du nord.

Le pinson du nord se reproduit en Eurasie septentrionale de la Norvège au détroit de Béring et à Sakhaline.
Cette zone relativement étroite s'élargit dans sa partie orientale jusqu'au nord-ouest de la Mongolie.
Cet oiseau est sédentaire dans le sud de la Suède et l'extrême sud-est de la Norvège. Il hiverne en Europe occidentale, en Afrique du Nord-Ouest, au Proche et au Moyen-Orient, en Asie Mineure, dans le Caucase, le nord de l'Inde, l'Himalaya, le sud-est du Kazakhstan, l'extrême nord-ouest et l'est de la Chine, le nord du Nan Shan...
Les pinsons du nord sont territoriaux en période de nidification mais en hiver, leur comportement change et ils peuvent quelquefois devenir très grégaires et dormir dans d'immenses dortoirs (phénomène connu en Suisse seulement 8 fois au cours du XXe siècle). De plus petits dortoirs se forment toutes les années.
Les pinsons du nord passent l'hiver plus au sud en Europe et migrent en mars vers le nord, en octobre vers le sud.

## Habitat
Le pinson du nord fréquente la ceinture de conifères du nord de l’Europe et les bois de bouleaux de la Scandinavie, évitant les futaies denses et préférant les bois de conifères clairs mêlés à quelques feuillus. Mais il occupe une aire et un biotope différents selon la période de nidification ou d’hivernage. Il se reproduit dans les forêts de résineux, de bouleaux et de saules de son aire boréale puis il émigre, à partir de septembre, au sud de cette zone pour se répandre dans des régions boisées et cultivées avec, comme milieu de prédilection, les forêts de hêtres (Fagus sylvatica).

## Alimentation

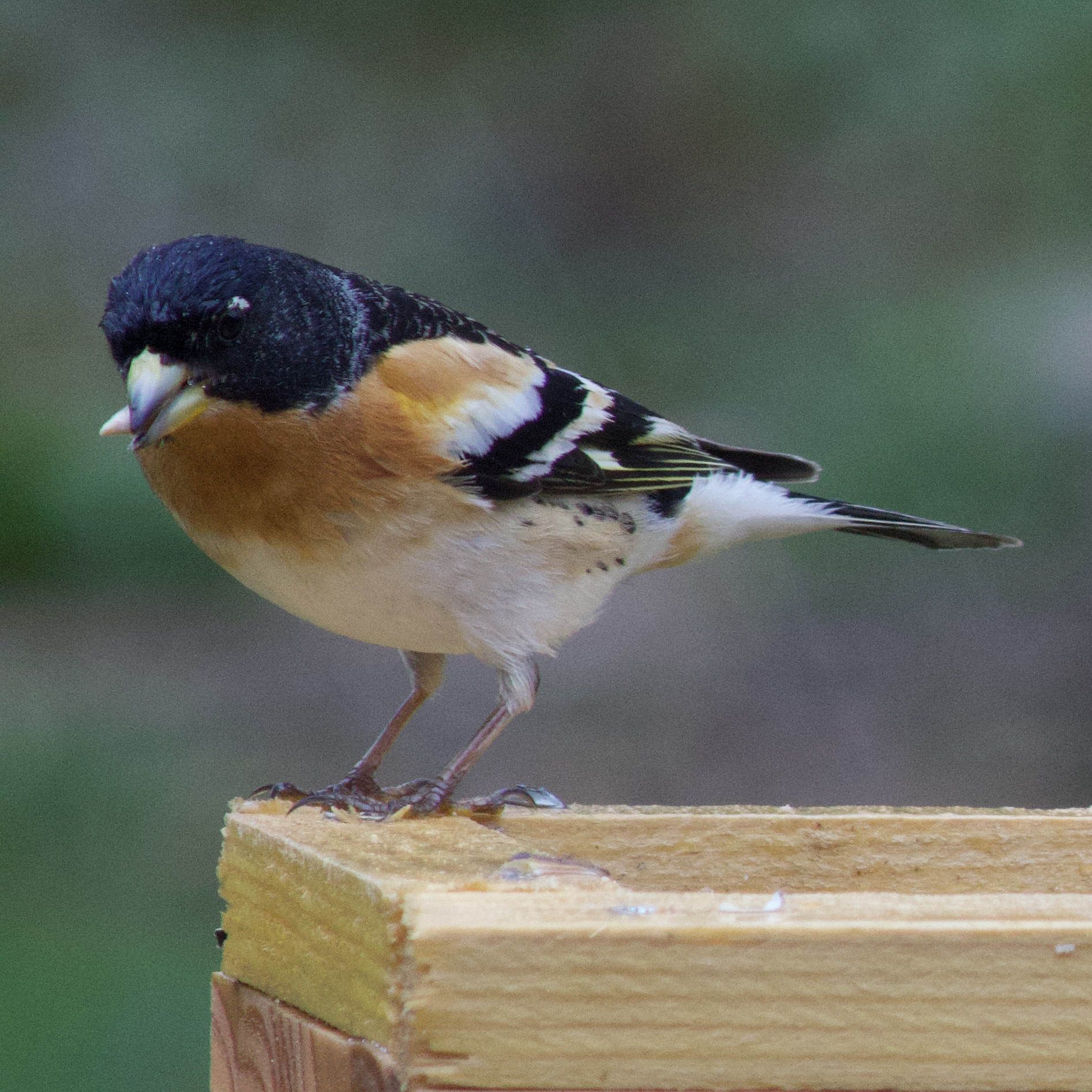
Pinson du nord à une mangeoire (Lot)

Pendant l'été les insectes constituent leur ressource essentielle. En automne et en hiver, ils sont surtout granivores. Leur nourriture préférentielle provient alors des faînes de hêtres, dont la teneur oléagineuse leur procure un apport calorique précieux pour la saison froide. Les semences de conifères leur fournissent également une pitance d'appoint, de même que les baies de certains arbres (sorbiers et sureaux entre autres) et les graines d'un grand nombre de plantes qu'ils glanent principalement à terre. L'hiver venu, ils s'approchent des mangeoires pour profiter des graines de tournesols, ou cherchent leur nourriture dans les champs en friches, les abords des fermes et les jardins.

## Nidification

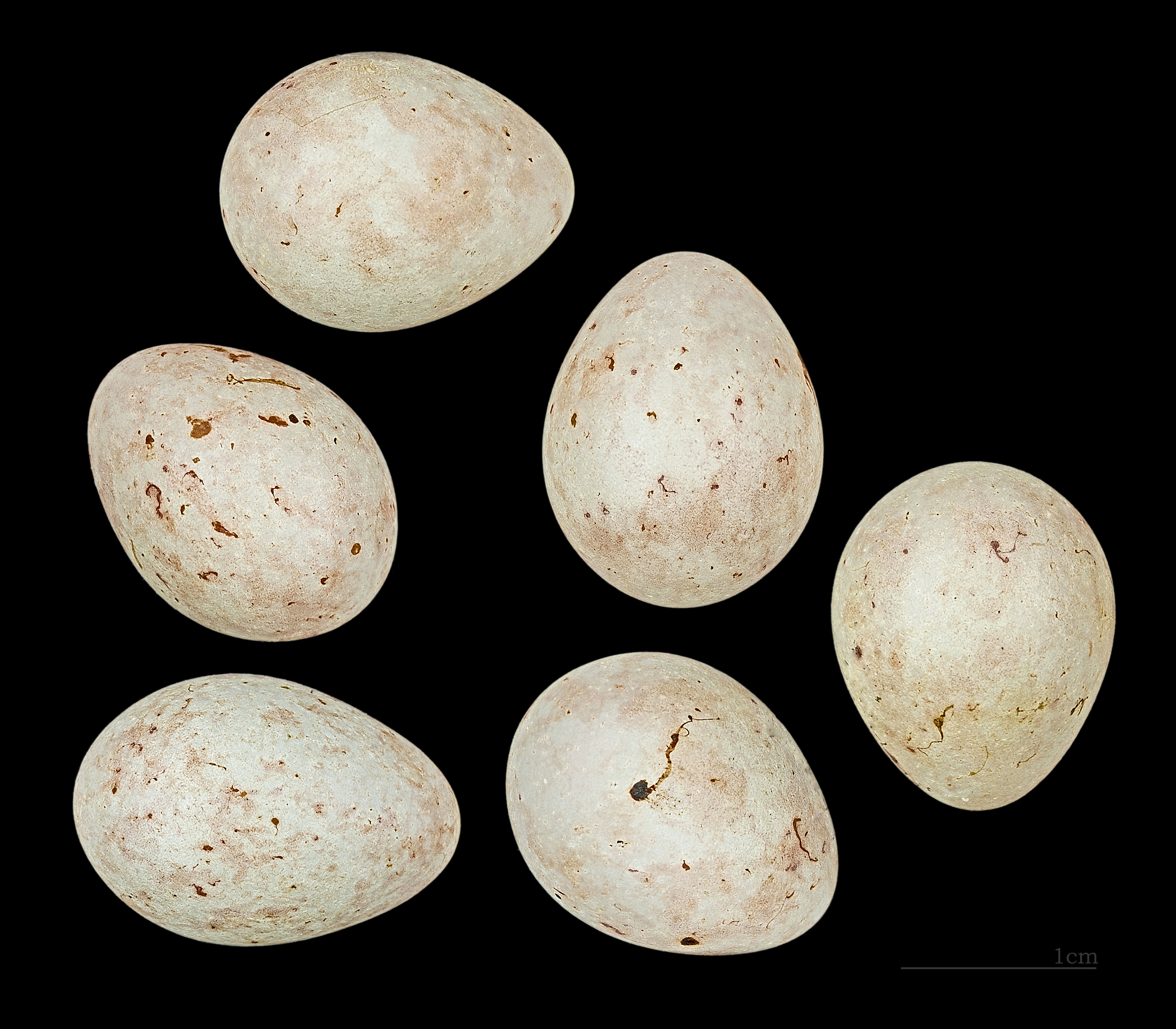
Œufs de pinson du Nord - Muséum de Toulouse.

En février-mars, les pinsons du nord regagnent leurs sites de nidification nordiques mais au cours de déplacements plus fluides et plus réguliers que lors des migrations automnales et hivernales. Les mâles commencent à revêtir leur livrée nuptiale et manifestent un comportement plus territorial. En parade nuptiale, le mâle présente les dessins
contrastés de ses épaules et en abaissant les ailes pour exhiber son croupion blanc.
Dans sa posture d’invitation à l’accouplement, la femelle écrase son corps à l’horizontale
et déploie légèrement les ailes en produisant un bref sifflement en sourdine.
Le nid est construit dans un arbre, souvent un bouleau, sur une branche latérale généralement contre le tronc entre deux et dix mètres du sol. C’est une coupe assez massive de tiges de plantes herbacées mêlées à de la mousse, des feuilles sèches, des plumes, du lichen et des lambeaux d’écorce (surtout de bouleau) avec un revêtement intérieur de fins brins d’herbe sèche, de radicelles, de petites plumes, de crin et de laine. Cinq ou six œufs bleu-vert intense presque entièrement tachetés de bleu-vert foncé avec des taches et des vermiculures plus apparentes brun-noir.

## Migration, déplacements
Après la reproduction, il quitte les forêts boréales pour gagner des zones situées dans le centre et le sud de l’Europe. Il devient alors très grégaire et franchement migrateur,
constituant des troupes de plusieurs milliers d’individus lors des migrations annuelles, voire plusieurs millions lors d’invasions. Des vols considérables ont été observés un peu partout en Europe occidentale et il semble que le record soit détenu par la Suisse avec une troupe évaluée à 72 millions d’individus près de la ville de Thoune en 1951. Néanmoins,
des fructifications exceptionnelles du hêtre ont occasionné, à diverses périodes, des concentrations gigantesques estimées, par certains observateurs, à 80 millions en Europe centrale. D’autres invasions de moindre ampleur ont été enregistrées en 1937- 38, 1974-75 et 1976-77. Ces hordes migratrices s’établissent souvent dans les hêtraies et peuvent s’aventurer jusque dans cours de fermes et les jardins en cas d’enneigement important. Les vols migrateurs se déplacent aussi la nuit et peuvent investir le lendemain matin un bosquet ou un coin de bois. Ces dortoirs peuvent abriter plusieurs centaines de milliers d’individus comme l’un d’eux situé au pied des Pyrénées et hébergeant, chaque année entre 800 000 et 2 000 000 d’oiseaux.
Des pinsons du nord bagués en Scandinavie ont été repris en Belgique et d’autres ont poursuivi leur migration dans le sud-ouest de la France puis dans le nord de l’Espagne et en Italie avant de regagner les sites de nidification fin février-début mars. D’une manière générale, le départ en migration commence au début ou à la fin du mois de septembre durant un flux continu jusque fin-octobre et mi-novembre. Le reflux printanier débute fin-février ou début-mars et se prolonge parfois jusqu’à la mi-mai. Lorsqu’ils quittent leurs zones d’hivernage, ils commencent à
revêtir leur livrée nuptiale aux couleurs plus brillantes.
En Lorraine, à cette époque, les pinsons ont pour habitude de se regrouper en dortoirs dans une parcelle de forêt. Ces dortoirs jouent le rôle de points de ralliement nocturnes tant que les ressources alimentaires sont suffisantes. Une fois ces ressources épuisées, la troupe se déplace soudainement vers un autre site de nourrissage. Il a ainsi été observé d’énormes concentrations de plusieurs milliers d’individus fouillant dans les feuilles mortes au pied des hêtres dans un vacarme assourdissant mêlé à des cris grinçants et nasillards. Le soir, ces cohortes convergeant vers un dortoir où elles s’agglutinent en assemblées gigantesques offrent un spectacle impressionnant. Il a aussi été remarqué que la teinte ocre de la poitrine et de l’épaule se confond idéalement avec la couleur dominante de ce tapis de feuilles mortes, cette coloration ayant une valeur mimétique certaine.